# Roxobel

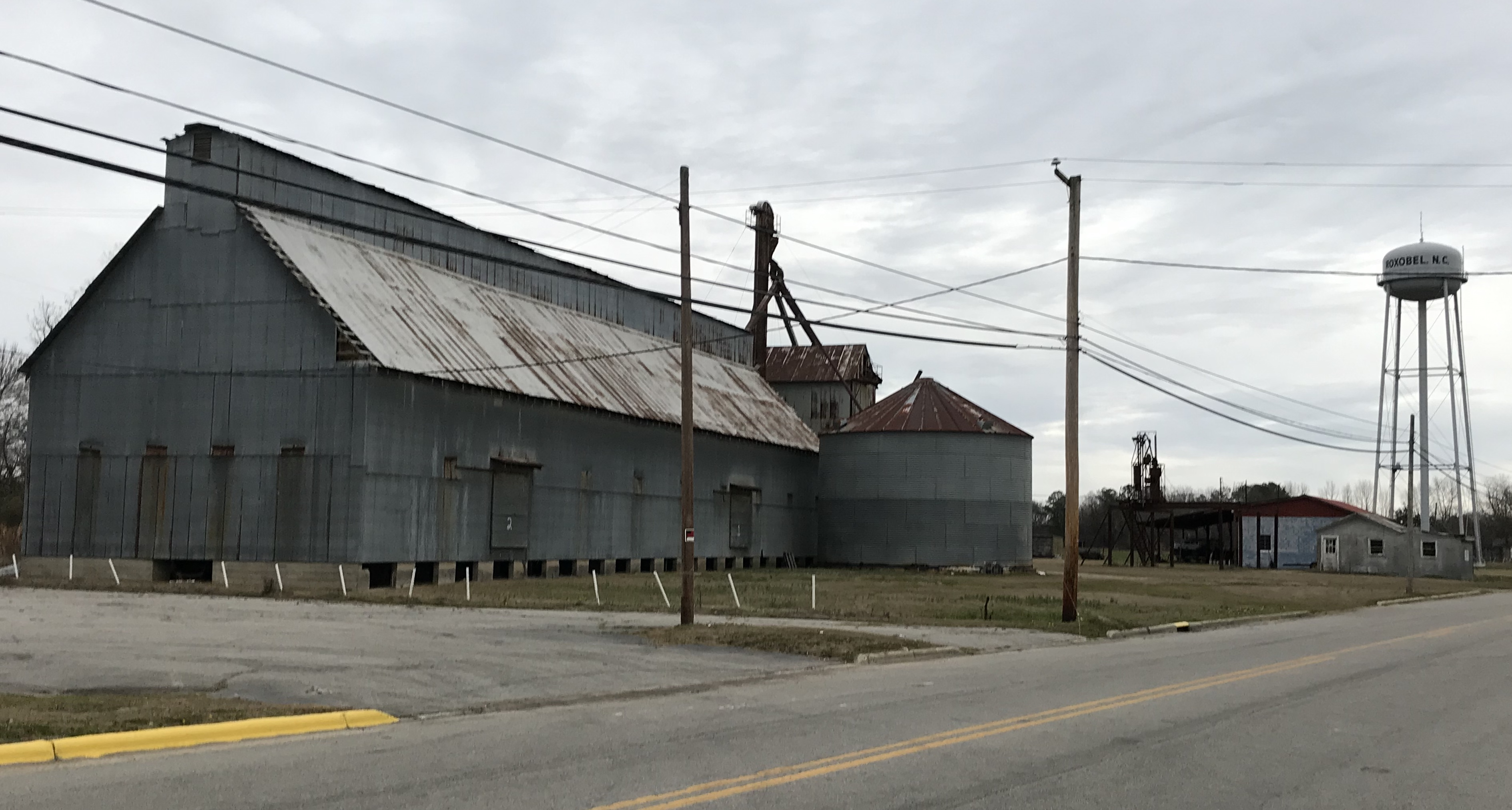
Roxobel

La ville de Roxobel est située dans le comté de Bertie, dans l’État de Caroline du Nord, aux États-Unis. Sa population s’élevait à 240 habitants lors du recensement de 2010, estimée à 220 habitants en 2016.

## Histoire
Sa fondation remonte à 1724 sous le nom de Cotten's Cross Roads. Après de nombreux changements, elle a adopté son nom actuel en 1849.

## Géographie
D'après le Bureau du recensement des États-Unis, sa superficie est de 2,6 km2.

## Démographie
| Groupe            | Roxobel | Caroline du Nord | États-Unis |
| ----------------- | ------- | ---------------- | ---------- |
| Blancs            | 54,2    | 68,5             | 72,4       |
| Afro-Américains   | 45,8    | 21,5             | 12,6       |
| Autres            | 0       | 10,1             | 15,0       |
| Total             | 100     | 100              | 100        |
|                   |         |                  |            |
| Latino-Américains | 0,4     | 8,4              | 16,7       |

Selon l'American Community Survey, pour la période 2011-2015, 97,24 % de la population âgée de plus de 5 ans déclare parler anglais à la maison alors que 2,76 % déclare parler l'espagnol.

## Source
- (en) Cet article est partiellement ou en totalité issu de l’article de Wikipédia en anglais intitulé « Roxobel, North Carolina » (voir la liste des auteurs).

1. ↑  (en) « Roxobel, LA Population - Census 2010 and 2000 », sur censusviewer.com.
2. ↑  (en) « Population of North Carolina - Census 2010 and 2000 », sur censusviewer.com.
3. ↑  (en) « Language spoken at home by ability to speak English for the population 5 years and over », sur factfinder.census.gov.